# دی‌ایزوپروپیل اتر
دی‌ایزوپروپیل اتر (به انگلیسی: Diisopropyl ether) با فرمول شیمیایی C۶H۱۴O یک ترکیب شیمیایی است. که جرم مولی آن ۱۰۲٫۱۸ g/mol می‌باشد. 